# Lipovce
Lipovce (in ungherese Szinyelipóc) è un comune della Slovacchia facente parte del distretto di Prešov, nella regione omonima.